# Jakob Emanuel Lange

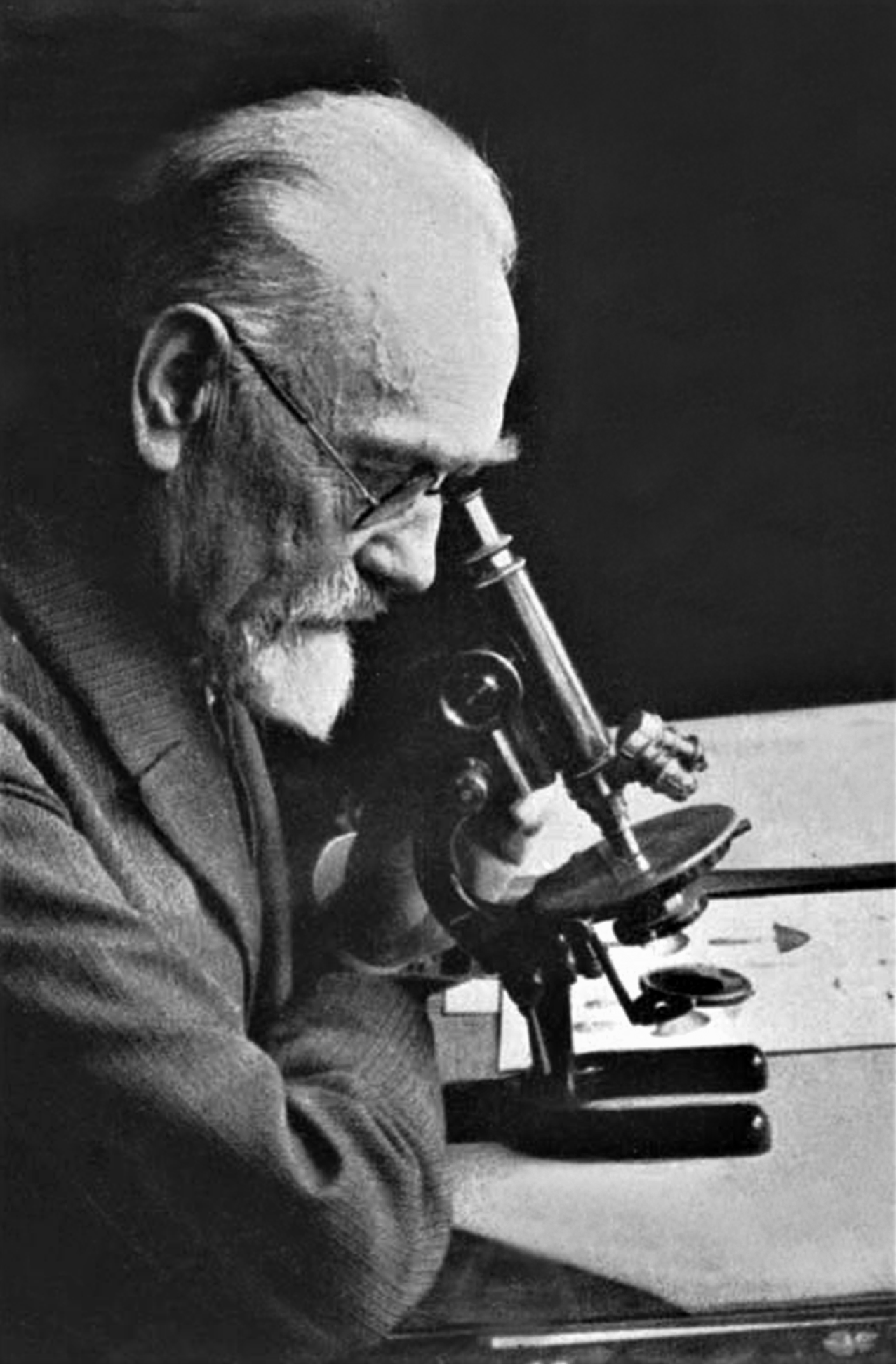
Jakob Emanuel Lange

Jakob Emanuel Lange (1864 - 1941) foi um micologista dinamarquês que estudou a sistemática de cogumelos sem lamelas. Seu trabalho mais conhecido é Flora Agaricina Danica, uma obra de cinco volumes sobre os fungos Agaricales da Dinamarca. Ele foi o pai de Morten Lange (1919 - 2003), micologista, professor da Universidade de Copenhague e membro do Folketing.